# Doctor Crush
 (septembre 2016).
Doctor Crush (hangeul : en coréen : 닥터스 ; RR : Dakteoseu) est une série télévisée médicale sud-coréenne en 20 épisodes de 60 minutes diffusée du 20 juin au 23 août 2016 sur SBS, avec Park Shin-hye et Kim Rae-won. Elle a été classée parmi les 20 meilleures émissions de télévision de 2016 selon TNS Media Corée et AGB Nielsen.

## Synopsis
Yoo Hye-jung (Park Shin-hye) est une étudiante de dix-huit ans adepte des arts martiaux et qui possède un QI de 154. La mort de sa grand-mère, provoquée par l'erreur d'un médecin, a nourri chez elle une personnalité rebelle et indisciplinée causant son expulsion de plusieurs écoles secondaires. Ne supportant plus son attitude déjantée, sa belle-mère demande à son père de l’envoyer vivre chez sa grand-mère qui deviendra son plus grand soutien.
C'est dans la maison de cette dernière qu'elle fera la rencontre de Hong Ji-hong (Kim Rae-won), un jeune locataire de 27 ans qui est aussi son professeur à l’école secondaire. Il est également médecin mais a momentanément délaissé le métier à cause d'une erreur chirurgicale. Les deux jeunes vont tomber amoureux l'un de l'autre chacun de leur côté.
Le jour où elle le voit sauver la vie d'une femme enceinte dans la rue chamboule sa vie, la faisant passer de « cas désespéré » à grande neurochirurgienne accomplie.

## Distribution
- Kim Rae-won : Hong Ji-hong
- Park Shin-hye : Yoo Hye-jung
- Yoon Kyun-sang : Jung Yoon-do
- Lee Sung-kyung : Jin Seo-woo
- Park Solomon : Hong Ji-hong, jeune

## Production
- La première lecture du script a eu lieu le 28 avril 2016 au SBS Ilsan Studio à Goyang, province de Gyeonggi, Corée du Sud.
- L'épisode 18 n'a pas été diffusé le mardi 16 août 2016 en raison de la diffusion des Jeux olympiques d'été de 2016 à Rio de Janeiro, Brésil. Cependant, il l'a été le lundi 22 août 2016.
- Le titre d'origine de la série était Yeoggangpae Hyejung (Hye-Jung la Femme Gangster)
- La première bande-annonce de la série a été filmée le 28 mai 2016.

## Diffusion internationale
La série a été diffusée à Singapour, en Malaisie et en Indonésie tous les mardis et mercredis à 20 h 10 sur le canal ONE TV Asia, la chaîne payante de Sony, dans les 24 heures suivant sa première diffusion en Corée du Sud. Elle est également disponible en streaming à Singapour sur le site web Viu avec des sous-titres anglais.
En Thaïlande, elle a été diffusée à partir du 4 juillet 2016 tous les lundis et mardis à 22 h 00 sur le canal 8 par le réseau Thaïlandais RS Promotion.
Aux États-Unis, la série a été diffusée à Los Angeles, du 18 juillet au 20 septembre 2016, tous lundis et mardis à 21 h sur la chaîne de télévision américaine orientée asiatique canal 18, avec des sous-titres anglais.

## Réception
Dans le tableau ci-dessous, les chiffres bleus représentent les notes les plus basses et les chiffres rouges représentent les meilleures notes.
| # Numéro d'épisodes | Date de diffusion | Part d'audience moyenne | Part d'audience moyenne     | Part d'audience moyenne | Part d'audience moyenne     | Part d'audience moyenne |
| # Numéro d'épisodes | Date de diffusion | TNmS Ratings            | TNmS Ratings                | AGB Nielsen             | AGB Nielsen                 |                         |
| # Numéro d'épisodes | Date de diffusion | Tout le pays            | Région de la capitale Séoul | Tout le pays            | Région de la capitale Séoul |                         |
| ------------------- | ----------------- | ----------------------- | --------------------------- | ----------------------- | --------------------------- | ----------------------- |
| 1                   | 20 juin 2016      | 11,4 % (4e)             | 15,1 % (4e)                 | 12,9 % (4e)             | 14,7 % (4e)                 |                         |
| 2                   | 21 juin 2016      | 12,4 % (4e)             | 16,9 % (3e)                 | 14,2 % (4e)             | 16,2 % (4e)                 |                         |
| 3                   | 27 juin 2016      | 12,8 % (4e)             | 16,5 % (3e)                 | 14,4 % (3e)             | 16,9 % (3e)                 |                         |
| 4                   | 28 juin 2016      | 14,6 % (3e)             | 17,8 % (2e)                 | 15,6 % (3e)             | 18,0 % (2e)                 |                         |
| 5                   | 4 juillet 2016    | 16,1 % (3e)             | 20,7 % (1er)                | 18,4 % (3e)             | 20,2 % (3e)                 |                         |
| 6                   | 5 juillet 2016    | 16,8 % (3e)             | 20,8 % (1er)                | 19,7 % (3e)             | 21,6 % (2e)                 |                         |
| 7                   | 11 juillet 2016   | 18,4 % (3e)             | 22,3 % (1er)                | 18,8 % (3e)             | 21,3 % (2e)                 |                         |
| 8                   | 12 juillet 2016   | 17,8 % (3e)             | 20,3 % (2e)                 | 19,2 % (2e)             | 21,1 % (2e)                 |                         |
| 9                   | 18 juillet 2016   | 16,8 % (3e)             | 20,0 % (2e)                 | 19,4 % (3e)             | 21,5 % (2e)                 |                         |
| 10                  | 19 juillet 2016   | 17,2 % (4e)             | 19,9 % (2e)                 | 19,3 % (2e)             | 22,6 % (2e)                 |                         |
| 11                  | 25 juillet 2016   | 17,2 % (3e)             | 20,2 % (1er)                | 19,2 % (3e)             | 21,9 % (2e)                 |                         |
| 12                  | 26 juillet 2016   | 18,2 % (3e)             | 20,9 % (1er)                | 18,7 % (3e)             | 21,7 % (2e)                 |                         |
| 13                  | 1 août 2016       | 17,6 % (4e)             | 20,6 % (1er)                | 18,5 % (3e)             | 20,8 % (1er)                |                         |
| 14                  | 2 août 2016       | 17,2 % (3e)             | 21,2 % (1er)                | 19,6 % (2e)             | 21,8 % (1er)                |                         |
| 15                  | 8 août 2016       | 20,0 % (3e)             | 23,3 % (1er)                | 21,3 % (2e)             | 23,1 % (1er)                |                         |
| 16                  | 9 août 2016       | 18,4 % (2e)             | 21,4 % (1er)                | 20,6 % (2e)             | 22,4 % (1er)                |                         |
| 17                  | 15 août 2016      | 20,6 % (2e)             | 23,8 % (1er)                | 20,8 % (2e)             | 22,8 % (1er)                |                         |
| 18                  | 22 août 2016      | 16,2 % (4e)             | 19,7 % (2e)                 | 17,8 % (4e)             | 19,6 % (4e)                 |                         |
| 19                  | 22 août 2016      | 16,1 % (5e)             | 19,5 % (3e)                 | 19,5 % (3e)             | 22,0 % (2e)                 |                         |
| 20                  | 23 août 2016      | 17,9 % (3e)             | 21,2 % (1er)                | 20,2 % (2e)             | 22,0 % (1er)                |                         |
| Moyenne             | Moyenne           | 16,685 %                | 20,105 %                    | 18,405 %                | 20,61 %                     |                         |

## Bande originale
- Titre : 닥터스 OST / Doctors OST
- Artistes : Artistes Variés
- Langue : Coréen, Anglais
- Date de sortie : 1er août 2016
- Nombre de pistes : 25
- Éditeur : RIAK ((사)한국음반산업협회)
- Agence : Pan Entertainment (팬엔터테인먼트)

| No. | Titre de la chanson                   | Artiste                                                              |
| --- | ------------------------------------- | -------------------------------------------------------------------- |
| 1.  | No Way                                | Park Yong In (박용인) & Kwon Soon Il (권순일) de groupe Urban Zakapa |
| 2.  | Sunflower                             | Younha ft. Kassy (케이시)                                            |
| 3.  | That Love 그 애 (愛)                  | Jung Yup                                                             |
| 4.  | You're Pretty 넌 예뻐                 | Jungho (정호) of 2MUCH                                               |
| 5.  | Sun Shower 여우비                     | SE O of Jelly Cookie (젤리쿠키)                                      |
| 6.  | No Way (Inst.)                        | Park Yong In (박용인) & Kwon Soon Il (권순일) of Urban Zakapa        |
| 7.  | Sunflower (Inst.)                     | Younha ft. Kassy (케이시)                                            |
| 8.  | That Love (Inst.) 그 애 (愛) (Inst.)  | Jung Yup                                                             |
| 9.  | You're Pretty (Inst.) 넌 예뻐 (Inst.) | Jungho (정호) of 2MUCH                                               |
| 10. | Sun Shower (Inst.) 여우비 (Inst.)     | SE O of Jelly Cookie (젤리쿠키)                                      |
| 11. | School                                | Artistes Variés                                                      |
| 12. | From Me To You                        | Artistes Variés                                                      |
| 13. | Beautiful Lies                        | Artistes Variés                                                      |
| 14. | Chromatic Surgery                     | Artistes Variés                                                      |
| 15. | Doctor's Memory                       | Artistes Variés                                                      |
| 16. | Healing Heart                         | Artistes Variés                                                      |
| 17. | Into The Time                         | Artistes Variés                                                      |
| 18. | Table Death                           | Artistes Variés                                                      |
| 19. | Pitter-Patter                         | Artistes Variés                                                      |
| 20. | Awake Surgery                         | Artistes Variés                                                      |
| 21. | Hurt And Heart                        | Artistes Variés                                                      |
| 22. | Sad Gold Spoon                        | Artistes Variés                                                      |
| 23. | Good-bye My Fellow                    | Artistes Variés                                                      |
| 24. | Code Blue                             | Artistes Variés                                                      |
| 25. | Doctors In love                       | Artistes Variés                                                      |

## Autre version
Kalp Atışı est la version Turc de Doctors qui met en vedette Gökhan Alkan et Öykü Karayel.

### Sources
- (en) Cet article est partiellement ou en totalité issu de l’article de Wikipédia en anglais intitulé « Doctors (2016 TV series) » (voir la liste des auteurs).